# La familia perfecta
Pour plus de détails, voir Fiche technique et Distribution.
La familia perfecta est un film espagnol réalisé par Arantxa Echevarría, sorti en 2021.

## Fiche technique
- Titre : La familia perfecta
- Réalisation : Arantxa Echevarría
- Scénario : Olatz Arroyo
- Musique : Federico Jusid
- Pays d'origine : Espagne
- Format : Couleurs - Stéréo
- Genre : comédie
- Durée : 110 minutes
- Date de sortie : 2021

## Distribution
- Belén Rueda : Lucía
- José Coronado : Miguel
- Gonzalo de Castro (en) : Ernesto
- Pepa Aniorte (es) : Amparo
- Carolina Yuste : Sara
- Gonzalo Ramos : Pablo
- Jesús Vidal (en) : Don Custodio
- María Hervás (en) : Olmedo
- Huichi Chiu (es) : Trini
- Belén Fabra (en) : Gloria
- Israel Elejalde (en)
- Bella Agossou